# Combinata nordica ai XXI Giochi olimpici invernali - Trampolino normale
Nella combinata nordica ai XXI Giochi olimpici invernali la gara dal trampolino normale si disputò nella località di Whistler il 14 febbraio 2010 e presero il via 45 atleti. Detentore del titolo era il tedesco Georg Hettich, che nella precedente edizione di Torino 2006 aveva vinto la competizione allora prevista, la 15 km Gundersen. Come già sperimentato ai Mondiali dell'anno precedente, a Whistler fu modificata la distanza della frazione di fondo, portata da 15 km a 10 km.

## Prima frazione: salto con gli sci
Delle due prove che i combinatisti nordici devono affrontare, la prima che fu effettuata fu quella di salto con gli sci; un salto preliminare di prova si svolse a partire dalle ore 9.00, cui seguì la competizione vera e propria alle ore 10.00. Sul trampolino K95 del Whistler Olympic Park Ski Jumps si effettuò un solo salto, con valutazione della distanza e dello stile. S'impose il finlandese Janne Ryynänen, con un salto di 105 m di lunghezza, davanti allo statunitense Todd Lodwick, all'austriaco Christoph Bieler, all'altro statunitense Johnny Spillane, al francese Jason Lamy-Chappuis e all'italiano Alessandro Pittin. Ryynänen poté quindi partire con un vantaggio sul secondo classificato, Lodwick, pari a 34 centesimi di secondo.

## Seconda frazione: sci di fondo
L'ordine di partenza della 10 km di sci di fondo a inseguimento a tecnica libera, che prese il via alle ore 13:45, fu stabilito secondo lo schema proprio del metodo Gundersen: un punto in meno nel salto corrisponde a una partenza ritardata di quattro secondi. Il percorso si snodava nel Whistler Olympic Park con un dislivello massimo di 40 m.
Il miglior tempo della manche di fondo fu realizzato dal norvegese Magnus Moan (24:16,7), risultato comunque insufficiente a far salire sul podio l'atleta a causa della prestazione realizzata nel salto (40°). Nemmeno gli autori del secondo e del terzo tempo, l'austriaco Felix Gottwald e lo statunitense Bill Demong, riuscirono a colmare il divario accumulato nella gara di salto e a competere per le medaglie. Il vincitore della competizione, ovvero il combinatista nordico che giunse per primo sul traguardo, fu Lamy-Chappuis (medaglia d'oro), che precedette nell'ordine Spillane (argento) e Pittin (bronzo). Per gli Stati Uniti e per l'Italia si trattò della prima medaglia assoluta conquistata nella specialità da un loro atleta.

## Classifica
| Posizione | Atleta              | Nazione     | Lunghezza salto | Punteggio salto | Handicap fondo | Tempo fondo | Distacco finale |
| --------- | ------------------- | ----------- | --------------- | --------------- | -------------- | ----------- | --------------- |
| 1         | Jason Lamy-Chappuis | Francia     | 100,0           | 124,0           | +0'46"         | 25'01"1     | -               |
| 2         | Johnny Spillane     | Stati Uniti | 100,5           | 124,5           | +0'44"         | 25'03"5     | +0"4            |
| 3         | Alessandro Pittin   | Italia      | 100,0           | 123,5           | +0'48"         | 24'59"9     | +0"8            |
| 4         | Todd Lodwick        | Stati Uniti | 101,5           | 127,0           | +0'34"         | 25'14"6     | +1"5            |
| 5         | Mario Stecher       | Austria     | 99,5            | 122,5           | +0'52"         | 25'08"7     | +13"6           |
| 6         | Bill Demong         | Stati Uniti | 96,5            | 115,5           | +1'20"         | 24'45"0     | +17"9           |
| 7         | Norihito Kobayashi  | Giappone    | 99,0            | 121,0           | +0'58"         | 25'11"0     | +21"9           |
| 8         | Anssi Koivuranta    | Finlandia   | 99,5            | 122,0           | +0'54"         | 25'22"9     | +29"8           |
| 9         | Magnus Moan         | Norvegia    | 91,5            | 104,0           | +2'06"         | 24'16"7     | +35"6           |
| 10        | Eric Frenzel        | Germania    | 98,0            | 119,0           | +1'06"         | 25'17"2     | +36"1           |
| 11        | Ronny Heer          | Svizzera    | 97,0            | 116,5           | +1'16"         | 25'09"2     | +38"1           |
| 12        | Pavel Churavý       | Rep. Ceca   | 99,0            | 121,5           | +0'56"         | 25'32"7     | +41"6           |
| 13        | Hannu Manninen      | Finlandia   | 97,0            | 116,0           | +1'18"         | 25'12"4     | +43"3           |
| 14        | Felix Gottwald      | Austria     | 91,0            | 102,5           | +2'12"         | 24'20"2     | +45"1           |
| 15        | David Kreiner       | Austria     | 97,5            | 117,5           | +1'12"         | 25'24"5     | +49"4           |
| 16        | Lukas Runggaldier   | Italia      | 98,5            | 119,0           | +1'06"         | 25'30"7     | +49"6           |
| 17        | Petter Tande        | Norvegia    | 97,0            | 116,0           | +1'18"         | 25'29"2     | +1'00"1         |
| 18        | Tino Edelmann       | Germania    | 98,5            | 119,0           | +1'06"         | 25'41"6     | +1'00"5         |
| 19        | Sébastien Lacroix   | Francia     | 96,0            | 113,0           | +1'30"         | 25'26"3     | +1'09"2         |
| 20        | Tomáš Slavík        | Rep. Ceca   | 96,5            | 115,5           | +1'20"         | 25'36"8     | +1'09"7         |
| 21        | Akito Watabe        | Giappone    | 96,5            | 114,5           | +1'24"         | 25'41"0     | +1'17"9         |
| 22        | Björn Kircheisen    | Germania    | 98,0            | 118,5           | +1'08"         | 26'01"3     | +1'22"2         |
| 23        | Jan Schmid          | Norvegia    | 94,5            | 110,0           | +1'42"         | 25'27"6     | +1'22"5         |
| 24        | Taihei Katō         | Giappone    | 96,5            | 114,0           | +1'26"         | 25'43"9     | +1'22"8         |
| 25        | Christoph Bieler    | Austria     | 100,5           | 125,0           | +0'42"         | 26'32"0     | +1'26"9         |
| 26        | Janne Ryynänen      | Finlandia   | 105,0           | 135,5           | 0'00"          | 27'21"6     | +1'34"5         |
| 27        | Daito Takahashi     | Giappone    | 98,0            | 119,5           | +1'04"         | 26'21"0     | +1'37"9         |
| 28        | Johannes Rydzek     | Germania    | 95,5            | 112,0           | +1'34"         | 25'51"3     | +1'38"2         |
| 29        | Seppi Hurschler     | Svizzera    | 94,0            | 109,0           | +1'46"         | 25'40"6     | +1'39"5         |
| 30        | Jonathan Félisaz    | Francia     | 95,5            | 112,0           | +1'34"         | 26'03"7     | +1'50"6         |